# Travis Mayer
Travis Mayer (22 februari 1982) is een Amerikaanse freestyleskiër. Hij won in 2002 en 2006 een zilveren medaille bij de Olympische Spelen. Op zijn zestiende werd hij lid van het US Ski Team.
Hij won zilver in Salt Lake City in 2002, zilver in Turijn in 2006, en won zijn eerste wereldkampioenschappen in Lake Placid.